# Central nuclear de Fort Calhoun

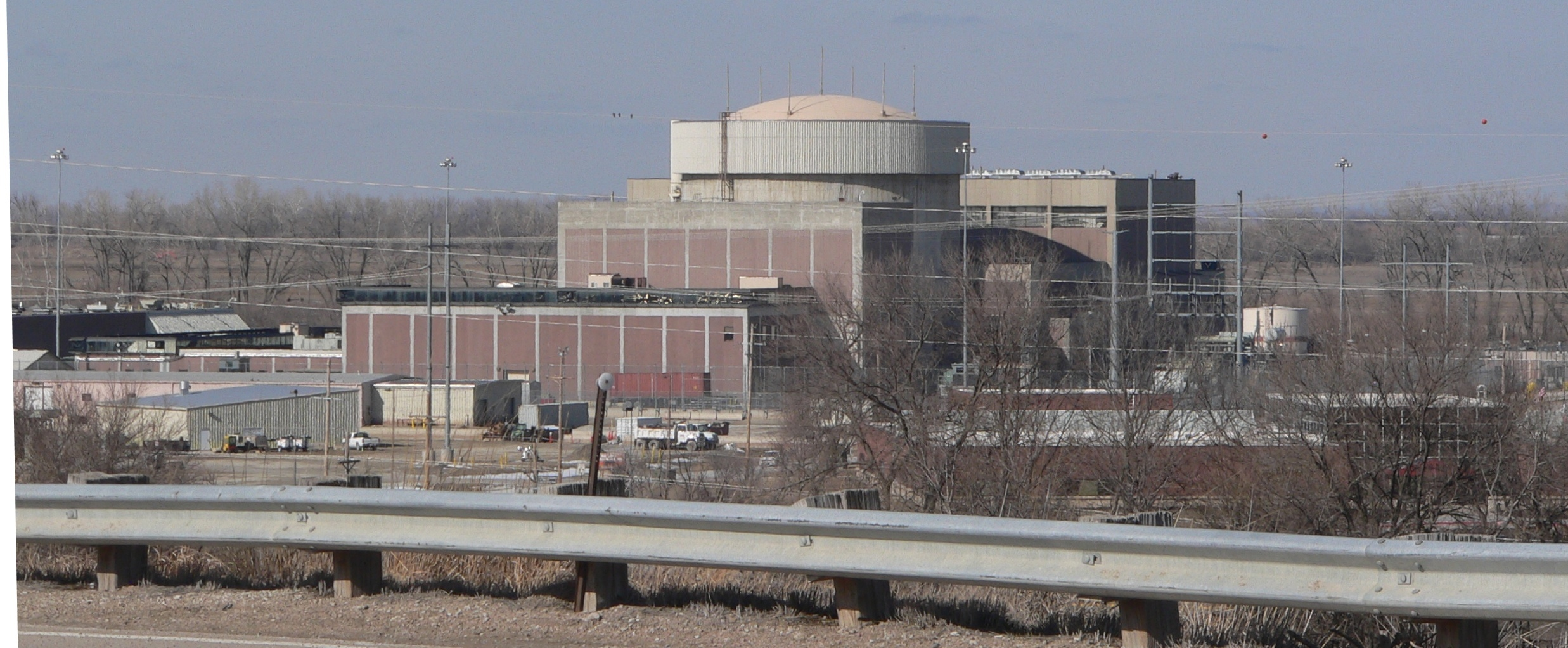
Vista de la central

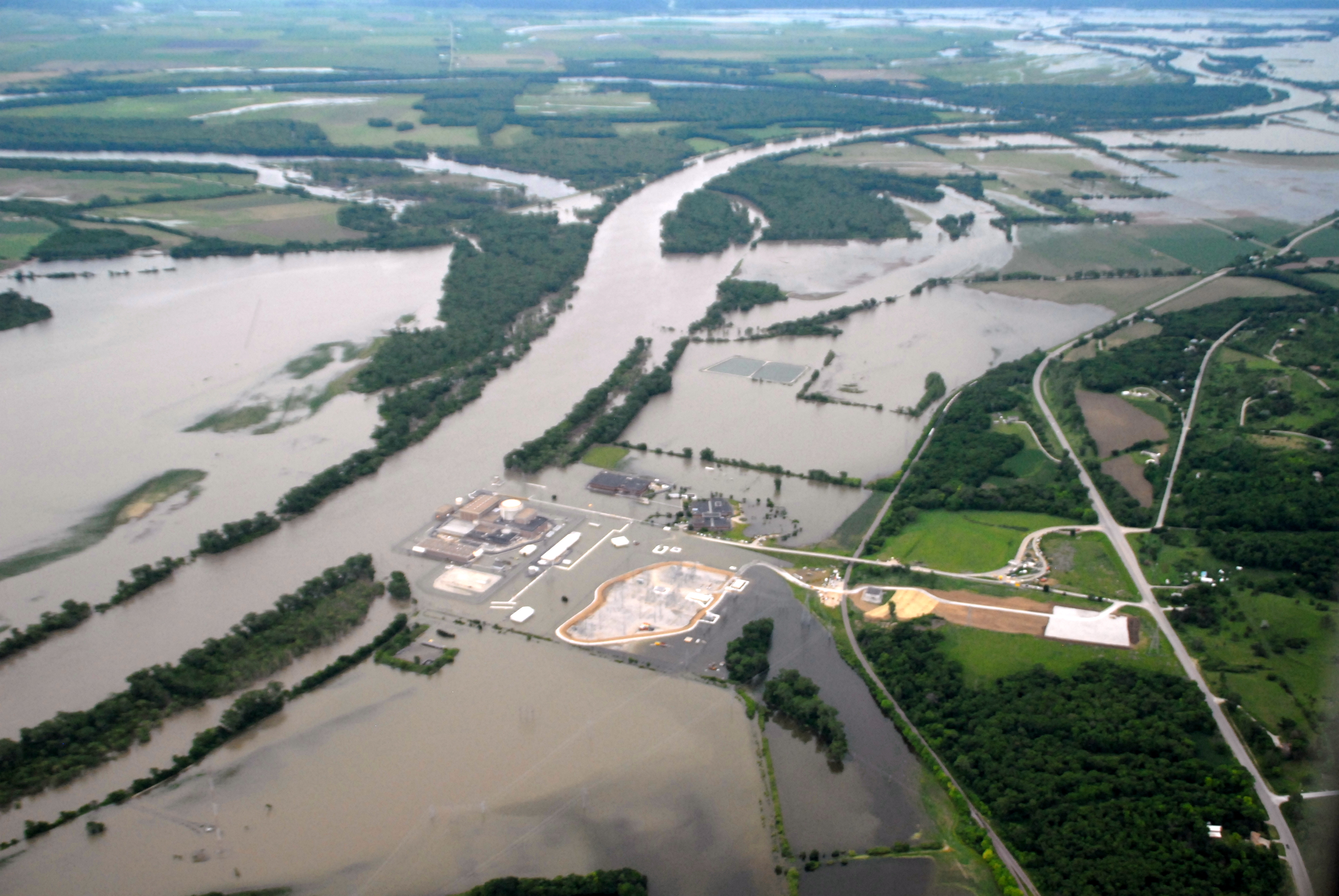
Central inundada cuando el río Misuri se desbordó en 2011

La central nuclear de Fort Calhoun (del inglés: Fort Calhoun Nuclear Generating Station) ocupa 2,7 km² cerca de  Omaha, Nebraska. Esta instalación tiene una reserva sobre otros 2,3 km² que se mantienen en estado natural.
La planta cuenta con un reactor de agua a presión de la compañía Combustion Engineering, que genera 500 megavatios de electricidad. La planta ha sido rehabilitada en 2006, habiéndose sustituido sus generadores de vapor y la cabeza del casco del reactor, de la misma manera se actualizó su capacidad de generación. La planta ha obtenido también la renovación de su permiso para 25 años más. 
La planta de energía es propiedad y es gestionada por Omaha Public Power District.